# Palazzo D'Afflitto (secondo Labrot)
Il palazzo D'Afflitto è un palazzo di Napoli, situato al numero 20 di via Nilo, nel quartiere San Giuseppe.
L'edificio è un interessante esempio di rinascimento napoletano di artista ignoto. Secondo Gerard Labrot il palazzo in questione potrebbe essere l'unico palazzo D'Afflitto posizionato lungo questo lato della strada; l'altro palazzo D'Afflitto è situato lungo il lato opposto, al civico 30. Il fabbricato conserva ancora alcuni tratti cinquecenteschi: l'androne è caratterizzato da un arco a tutto sesto in piperno scolpito, mentre il portale di accesso, ancora in piperno, risale al secolo successivo ed è caratterizzato da una decorazione a bugne.
Nel cortile, lungo il lato sinistro, si apre una scala rinascimentale, a doppia loggia, che costituisce uno degli esempi più interessanti in città. La loggia, al pian terreno, è articolata mediante cinque arcate; da quella centrale parte la rampa che ascende al piano superiore.
La loggia, al primo piano, si riduce di una campata passando da cinque a quattro archi e così anche al piano successivo. In anni più recenti alcune arcate sono state alterate e chiuse con murature del tutto inappropriate alla fisionomia dell'edificio. Lungo il vico Fico al Purgatorio ad Arco c'è un ingresso che dà accesso ad un modesto androne dove diparte una piccola scala che conduce ad locale terrazzato.
L'edificio è adibito ad abitazioni private e versa in pessime condizioni.